# Раменье (Ягницкое сельское поселение)
Раменье — деревня в Череповецком районе Вологодской области.
Входит в состав Ягницкого сельского поселения, с точки зрения административно-территориального деления — в Ягницкий сельсовет.
Расстояние по автодороге до районного центра Череповца — 130 км, до центра муниципального образования Ягницы — 20 км. Ближайшие населённые пункты — Плосково, Лоша, Глинское.
По переписи 2002 года население — 53 человека (24 мужчины, 29 женщин). Всё население — русские.